# Telecomunicacions de Moçambic
Les telecomunicacions de Moçambic inclouen ràdio, televisió, telefonia fixa i mòbil, i internet.

## Ràdio i televisió
- Estacions de ràdio:
  - La ràdio estatal ofereix cobertura i transmissions en diversos idiomes a gairebé el 100% del territori; hi ha algunes emissores de propietat privada i operades per la comunitat; hi ha transmissions de múltiples emissores internacionals (2007);[1]
  - AM 13, FM 17, ona curta 11 (2001).
- Ràdios: 730,000 (1997).
- Televisió: 1 canal de televisió estatal complementat per una estació de televisió privada; també son visibles el servei africà de l'Estat, RTP Àfrica, i la televisió brasilera TV Miramar (2007).[1]
- Televisions: 90,000 (1997).

## Telèfons
- Línies principals:
  - 88.100 línies en ús, 148è al món (2012);[1]
  - 78,300 línies en ús (2008).
- Mòbils: 
  - 8.1 milions de línies (2012);[1]
  - 4.4 milions de línies (2008).
- Sistema telefònic:[1]
  - Avaluació general: un bom sistema de telecomunicacions amb una forta presència de l'Estat, manca de competència i d'alt cost d'explotació i despeses (2011);
  - Domèstic: l'estancament de la xarxa de telefonia fixa contrasta amb el ràpid creixement de la xarxa mòbil i cel·lular; la cobertura mòbil i cel·lular ara inclou totes les principals ciutats i carreteres principals, incloent les de Maputo a les fronteres amb Sud-àfrica i Swazilàndia fronteres, la carretera nacional a través de les províncies de Gaza i Inhambane, el corredor de Beira i de Nampula a Nacala; teledensitat extremadament baixa de línia fixa; malgrat un creixement significatiu en els serveis mòbils i cel·lulars, la densitat telefònica continua sent baixa, al voltant de 35 per cada 100 persones (2011);
  - Internacional: codi telefònic 258; punt d'aterratge per als sistemes de cable submarí de fibra òptica EASSy i SEACOM; estacions terrestres de satèl·lit - 5 Intelsat (2 Oceà Atlàntic i 3 Oceà Índic) (2011).

## Internet
- Domini de primer nivell: .mz[1]
- Internet exchange: Mozambique Internet Exchange (Moz-Ix).
- Usuaris d'internet:
  - 1.1 milió d'usuaris, 114è del món; 4.8% de la població, 188è al món (2012).[2][3]
  - 613,600, 113è al món (2009).[1]
- Banda ampla: 19,753 subscripcions, 129è al món; 0.1% de la població, 168è al món (2012).[2][4]
- Banda ampla sense fils: 431,988 subscripcions, 94è del món; 1.8% de la població, 127è del món (2012).[5]
- Servidors d'Internet:
  - 89,737 servidors, 82è al món (2012);[1]
  - 21,172 (2010).
- IPv4: 343,296 adreces assignades, menys del 0.05% del total mundial, 14.6 adreces per 1000 habitants (2012).[6][7]

Moçambic té una taxa de penetració d'internet comparativament baixa, només el 4,8% de la població té accés a Internet en comparació amb 16% per al conjunt de l'Àfrica.
Telecomunicações de Moçambique (TDM), operador nacional de telefonia fixa de Moçambic, ofereix accés a internet per ADSL a clients residencials i comercials. A principis de 2014 els paquets van variar de 512 kbit/s amb un màxim de 6 GByte per MTN750 (~US$21) a 4 Mbit/s amb un màxim de 43 GByte per MTN4300 (~US$118).

### Censura d'Internet i vigilància
No hi ha restriccions governamentals sobre l'accés a Internet, però membres de l'oposició informen que els agents d'intel·ligència governamentals monitoren el correu electrònic.
La constitució i la llei preveuen llibertat d'expressió i de premsa, i el govern generalment respecta aquests drets en la pràctica. La població generalment pot criticar al govern públicament o privada sense represàlies. Alguns individus expressen el temor que el govern controla les seves comunicacions telefòniques i de correu electrònic privades. Molts periodistes practiquen autocensura.